# 新沼希空
新沼 希空（にいぬま きそら、1999年10月20日 - ）は、日本のインフルエンサー、元歌手、元アイドルで、ハロー!プロジェクトの女性アイドルグループ・つばきファクトリーの元メンバーおよび2代目リーダー。メンバーカラーはライトブルー。
愛知県出身。血液型O型。身長160.2 cm。リバティプロ株式会社所属。

## 略歴
2013年
- 8月、『モーニング娘。12期メンバー「未来少女」オーディション』の最終合宿まで進むも、該当者なしとなった[4]。
- 9月、ハロプロ研修生に加入[5][6]。
- 12月7日、『ハロプロ研修生 発表会2013〜12月の生タマゴShow!〜』愛知県・東別院ホール公演にて初お披露目。

2014年
- 1月2日 - 2月16日、『Hello! Project 2014 WINTER 〜GOiSU MODE〜 & 〜DE-HA MiX〜』に一部帯同。
- 3月15日 - 5月31日、『モーニング娘。'14 コンサートツアー2014春 〜エヴォリューション〜』に帯同[7]。
- 3月29日・30日、『Hello! Project ひなフェス 2014 〜Full コース〜』に帯同。
- 5月4日、『ハロプロ研修生 発表会2014 〜春の公開実力診断テスト〜』にて、モーニング娘。（譜久村聖・石田亜佑美）の「大好き100万点」を披露[8]。
- 7月12日 - 9月6日、『Hello! Project 2014 SUMMER 〜KOREZO!〜 & 〜YAPPARI!〜』に帯同。

2015年
- 1月2日 - 2月15日、『Hello! Project 2015 WINTER 〜DANCE MODE!〜 & 〜HAPPY EMOTION!〜』に帯同。
- 4月29日、つばきファクトリーに加入することが発表された[9][10][11]。
- 5月2日・3日・23日、『Juice=Juice ファーストライブツアー2015 〜Special Juice〜』のチャレンジアクトとして帯同[注 2][12]。

2017年
- 2月22日、シングル『初恋サンライズ/Just Try!/うるわしのカメリア』でつばきファクトリーとしてメジャーデビュー[13]。

2018年
- 7月25日、上々軍団のシングル『仲間』に岸本ゆめの・小野田紗栞・秋山眞緒とともにつばきファクトリーから参加。鈴木啓太・秋山・新沼によるユニット「やまとなでしこセミコロン」として「素直になれないサクランボ」を歌唱[14]。

2019年
- 5月16日、仕事に向かう途中に階段で転倒して負傷し、「尾骨骨折・臀部挫傷」により全治1か月、激しい運動は避け、安静にする必要があると診断されたことが明らかになった[15][16]。開催中だった『つばきファクトリー ライブツアー2019春・爛漫』および『演劇女子部「遙かなる時空の中で6 外伝 〜黄昏ノ仮面〜」』は欠席となった[15]。

2020年
- 5月14日、Instagramのアカウントを開設[17]。

2021年
- 10月26日、体調不良を理由に病院で診察を受けた結果、「全身薬疹」との診断を受け、症状改善までは2週間程度の加療が必要であり、皮疹の完全消退まではさらに時間を要する可能性があるため活動を休止し、同月28日に予定されたバースデーイベントは開催を延期、さらに、島根県で開催の『Hello! Project 2021 秋「続・花鳥風月」』チーム「花」公演については欠席することを発表[18]。11月2日、快方に向かうも、完治には加療が必要と診断されたため、最新シングル関連のイベントおよび『続・花鳥風月』川口公演は欠席することを発表[19]。同月12日、症状が回復したため、活動を再開することを発表[20]。
- 12月31日、『Hello! Project Year-End Party 2021 〜 GOOD BYE & HELLO ! 〜 つばきファクトリー プレミアム』にて、つばきファクトリーのサブリーダーに就任することが発表された[21]。

2023年
- 1月4日、病院で診察を受けた結果、「頸椎捻挫」との診断を受け、同日および同月8日開催の『Hello! Project 2023 Winter 〜TWO OF US〜』については欠席することを発表[22]。同月11日、症状が回復したため、同月13日のイベントから活動を再開することを発表[23]。
- 11月7日、つばきファクトリーの2代目リーダーに就任。

2024年
- 1月26日、同年の春のコンサートツアーをもってつばきファクトリーおよびハロー!プロジェクトを卒業し、芸能活動を終了することを発表[24]。
- 5月17日、1st写真集『Kisora』を発売[25]。
- 6月10日、日本武道館で行われた『つばきファクトリー コンサートツアー 2024 春「C'mon Everybody!」新沼希空卒業スッペシャル 〜 Ready Go!Now! 〜』をもってつばきファクトリーおよびハロー!プロジェクトを卒業し、芸能界を引退[26]。
- 10月20日、25歳の誕生日を迎え、インフルエンサーとして活動再開することを自身のInstagramで発表[2]。同月21日、TikTokのアカウントを開設。同月25日、Xを開始[27]。
- 12月21日、Threadsを開始[28]。同月26日、YouTubeチャンネルを開設[29]。

## 人物
- 名前の由来は、親が名前に「空」を入れることを望み、なるべく人と被らないよう五十音を「空」の前にひとつずつ当てはめて、一番よかった「きそら」を選んだことによる[30]。
- 一人称は「わたし」、自宅での一人称は「きぃ」[31]。
- 視力が悪く、普段はコンタクトレンズをしている[32]。靴のサイズは22.5 cm - 23 cm[33]。
- 好物は、焼き鳥のぼんじり[34]、チョコのザクザクしたアイス[35]、オニオンリング[36]、生姜[37]。元アンジュルムの相川茉穂の影響で、から揚げも好物。特技はフルートを吹くこと[38]。好きなスポーツは水泳で、平泳ぎが得意[39]。朝起きるのが得意[40]。
- 4、5歳のときは松浦亜弥と藤本美貴が好きで、小学生のころはモーニング娘。のファンだった。オーディションに応募できる年齢になったとき、偶然募集のポスターを見かけて興味本位で応募したところ、奇跡的に最終合宿まで進んだという。モーニング娘。への憧れで応募したためアイドルになりたい気持ちは薄く、迷いはあったが、どうせならデビューしたいという気持ちがあり、アイドルとして頑張ろうという気持ちが芽生え、ハロプロ研修生への加入を決意した[41]。憧れの先輩はモーニング娘。の石田亜佑美[30][42]。
- ブログの締めの言葉は「バイキソラーン☆」[43]。2014年7月26日付の『ハロプロ研修生ツアー日記』から使っており、それ以前は「ばいキラーン」だった。「バイキソラーン」の意味は、自分でもよくわからないという[44]。画像加工によるコラージュ画像を頻繁にブログに掲載しており[45][46]、2015年5月30日付のブログから「バイキソラーン」の画像も制作して使っている[47]。なお、テレビドラマ『真夜中にハロー!』では、主演の菊池桃子が「バイキソラーン」を台詞として言うシーンがある[48]。
- つばきファクトリーの身だしなみリーダーを自称していた[49]。

## 作品

### シングル
- おへその国からこんにちは/天まで登れ!（2013年12月20日、UP-FRONT WORKS）[50]
- 仲間（2018年7月25日、zetima） - 上々軍団のシングル[14]
  - #4 やまとなでしこセミコロン（ケイコロン・キソコロン・マオコロン）[注 3]「素直になれないサクランボ」

### 配信楽曲
| 発売日        | タイトル               | 備考 |
| ------------- | ---------------------- | ---- |
| 2024年6月11日 | 私がオバさんになっても |      |

### アルバム
- ① Let's say “Hello!”（2015年2月18日、UP-FRONT WORKS）[51]

### DVD / Blu-ray
- ハロプロ研修生密着 2013年冬（2014年5月22日、UP-FRONT WORKS）[52]

## 出演

### コンサート
- ハロプロ研修生 発表会 2013〜12月の生タマゴShow!〜（2013年12月7日・8日・21日、東別院ホール・なんばHatch・ディファ有明）
- ハロプロ研修生 発表会 2014〜2月・3月の生タマゴShow!〜（2014年2月23日・3月2日・9日、Zepp Tokyo・Zepp Nagoya・なんばHatch）
- Hello! Project ひなフェス 2014 〜Full コース〜(3月29日 - 3月30日、パシフィコ横浜）
- ハロプロ研修生 発表会 2014 〜春の公開実力診断テスト〜（2014年5月4日、中野サンプラザ）[53]
- ハロプロ研修生 発表会 2014〜6月の生タマゴShow!〜（2014年6月1日・7日・14日、Zepp Nagoya・ディファ有明・Zepp Namba）
- ハロプロ研修生 発表会 2014〜9月の生タマゴShow!〜（2014年9月7日・15日・23日、Zepp Nagoya・ディファ有明・Zepp Namba）
- ハロプロ研修生 発表会 2014〜11月・12月の生タマゴShow!〜（2014年11月29日・12月6日・29日、Zepp Nagoya・Zepp Tokyo・Zepp Namba）
- ハロプロ研修生 発表会 2015〜3月の生タマゴShow!〜（2015年3月8日・14日・22日、Zepp Tokyo・御堂会館・東別院ホール）

### 舞台
- 演劇女子部 ミュージカル「サンクユーベリーベリー」（2015年10月8日 - 18日、池袋シアターグリーン BIG TREE THEATER） - 安彦玲 役
- 演劇女子部「気絶するほど愛してる!」（2016年3月25日 - 4月3日、池袋シアターグリーン BIG TREE THEATER）[54] - ニー／ダイアナの歌手 役
- 演劇女子部「遙かなる時空の中で6 外伝 〜黄昏ノ仮面〜」（2019年6月6日 - 23日、サンシャイン劇場・メルパルクホール）[15][55] - コハク 役【負傷により降板】[15]

### イベント
- 新沼希空バースデートークイベント 〜きそ、みんなと作戦会議〜（2024年11月6日、新宿ロフトプラスワン）[27]
- 新沼希空クリスマストークイベント（2024年12月25日、梅田Lateral）[56]

### ミュージック・ビデオ
- アンジュルム「恋はアッチャアッチャ」 - 公式 アッチャアッチャ応援隊

## 書籍

### 写真集
- Kisora（2024年5月17日、オデッセー出版、撮影：西村康） ISBN 978-4-911265-01-7[25]

## 所属グループ・ユニット
- つばきファクトリー（2015年 - 2024年）
- シャッフルユニット
  - ハロプロ・オールスターズ（2018年 - 2020年）
- 企画ユニット
  - やまとなでしこセミコロン（2018年 - 2024年）[注 3]